# Île Adugak
L'île Adugak (également Adougakh ; Адугак en russe) est une petite île du groupe des îles Fox appartenant aux îles Aléoutiennes en Alaska (États-Unis).
Le toponyme Adugak est mentionné en 1840 par Innocent de Moscou et dérive probablement de l'aléoute Adudak qui signifie « assez long ».
L'île est longue de 2 km et se situe à 8 km des côtes de l'île Umnak. Son altitude maximale n'excède pas 31 m. Son environnement est dangereux pour la navigation compte tenu des nombreux rochers venant affleurer la surface de l'eau.
L'île Adugak bénéfice d'une protection environnementale en tant que rookerie pour le lion de mer de Steller qui vient s'y nourrir en hiver,.